# Farní sbor Českobratrské církve evangelické v Krouně
Farní sbor Českobratrské církve evangelické v Krouně je sborem Českobratrské církve evangelické v Krouně. Sbor spadá pod poličský seniorát.
Sbor neobsazen, administruje farář Jiří Tengler, kurátorem sboru je Jiří Pražan.

## Dějiny sboru
Krounský evangelický sbor byl prvním reformovaným (kalvínským) sborem v Čechách, založeným po vyhlášení Tolerančního patentu císařem Josefem II. Stalo se tak již před koncem roku 1781. Roku 1784 si sbor vystavěl dřevěnou modlitebnu, která byla ve druhé polovině 19. století nahrazena současným zděným kostelem v novorománském slohu. Roku 2011 byl ke krounskému sboru připojen dosavadní sbor ve Svratouchu, jenž se změnil na kazatelskou stanici.

### Faráři sboru
- František Kováč (1782–1785)
- Petr Molnár (1785–1791)
- Daniel Márton (1792–1828)
- Antonín Košút (1829–1870)
- Gustav Opočenský (1871–1902)
- Jakub Caha (1894–1896)
- Jan Vladimír Šebesta (1903–1905)
- Jan Toul (1907–1923)
- Karel Andrle (1923–1953)
- Vladimír Kučera (1954–1996)
- Pavel Kalus (1998–2003)
- David Sedláček (2005–2014)
- Marek Váňa (2011–2017)
- Jan Mikschik (2018–2021)